# 이시이 바쿠
이시이 바쿠(石井 漠, 1886년 12월 25일~1962년 1월 7일)는 일본의 무용가이다. 일본 현대 무용의 선구자로 알려져있다. 1911년 발레 무용으로 첫 입문하였다. 초명은 다다즈미(忠純).

## 같이 보기
- 안막 - 조선민주주의인민공화국의 문학 평론가 안필승(安弼承)은 일제강점기 말기에 바쿠의 이름을 따서 안막(安漠)이라 개명하였다.